# Maxomys ochraceiventer
Maxomys ochraceiventer é uma espécie de roedor da família Muridae.
Pode ser encontrada nos seguintes países: Indonésia e Malásia.